# MRS Logística S.A.
MRS Logística (B3: MRSA3B, MRSA5B, MRSA6B) é uma empresa brasileira de logística e transporte ferroviário. É a atual concessionária da chamada Malha Regional Sudeste (daí a origem do nome da empresa, usando as iniciais que também fazem referência aos três estados onde a rede atua) da Rede Ferroviária Federal S/A (RFFSA), que era composta pelas Superintendências Regionais SR3 (sediada em Juiz de Fora) e SR4 (sediada em São Paulo).

## História
A empresa foi constituída em agosto de 1996 como Consórcio MRS Logística, grupo liderado pela Companhia Siderúrgica Nacional (CSN) e Minerações Brasileiras Reunidas (MBR), além de outras empresas. Assumiu a concessão no dia 1 de dezembro do mesmo ano da Malha Regional Sudeste da RFFSA, após a obtenção por concessão dos direitos adquiridos através do leilão de privatização, realizado em 20 de setembro de 1996, na Bolsa de Valores do Rio de Janeiro, pelo valor de R$ 888,9 milhões. A concessão correspondia então a um trecho de 1.674 km por um período de 30 anos.
Os trechos que foram concedidos para a exploração do transporte ferroviário de cargas, são aqueles que pertenceram às antigas ferrovias, Estrada de Ferro Central do Brasil, nas linhas que ligam Rio de Janeiro a São Paulo e a Belo Horizonte, bem como a Ferrovia do Aço e aqueles pertencentes à Estrada de Ferro Santos-Jundiaí excluídas, em ambos os casos, as linhas metropolitanas de transporte de passageiros no Rio de Janeiro e em São Paulo.
Suas linhas abrangem a mais desenvolvida região do país interligando as cidades de Belo Horizonte, São Paulo e Rio de Janeiro. Além de se constituir no sistema que une os maiores centros consumidores e produtores do país, as linhas da MRS se constituem no acesso ferroviário a importantes portos brasileiros: Rio de Janeiro, Itaguaí e Santos, além de atender ao terminal privativo de embarque de minério de ferro de propriedade da MBR, na Ilha de Guaíba, na Baía de Angra dos Reis.
Em 2022, foi renovada a concessão da companhia até 2056, com a contrapartida de cerca de R$ 10 bilhões em investimentos.

## Operação

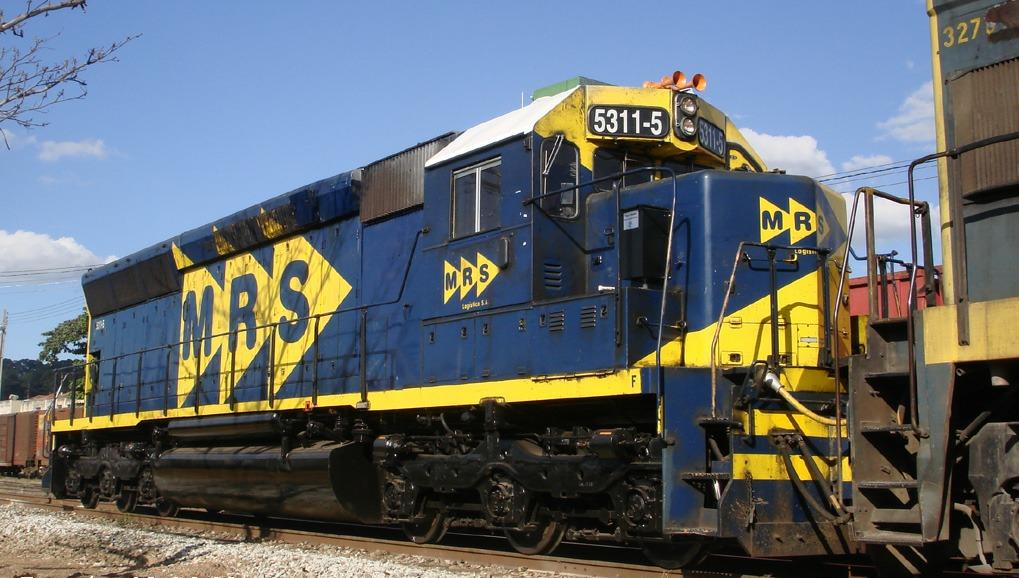
Locomotiva MRS EMD SD40-3MP #5311
Barreiro - Belo Horizonte

A malha ferroviária da MRS Logística conta com 1.643 km e fica localizada em 3 estados: Minas Gerais, Rio de Janeiro e São Paulo.
A principal carga movimentada pela MRS são os produtos relacionados à mineração (minério de ferro, carvão e coque para atendimento aos mercados interno e externo), transportados das minas situadas no Quadrilátero Ferrífero, próximo a Belo Horizonte (MG), e destinada à exportação pelos portos de Itaguaí, Guaíba e Sudeste (RJ).
Além dos produtos relacionados à mineração, a MRS também transporta produtos siderúrgicos, commodities agrícolas, cimento, contêineres, celulose, adubos e fertilizantes.
O complexo ferroviário tem operação em cinco portosː Santos (SP), Itaguaí (RJ), Guaíba (RJ), Sudeste (RJ) e Rio de Janeiro (RJ).

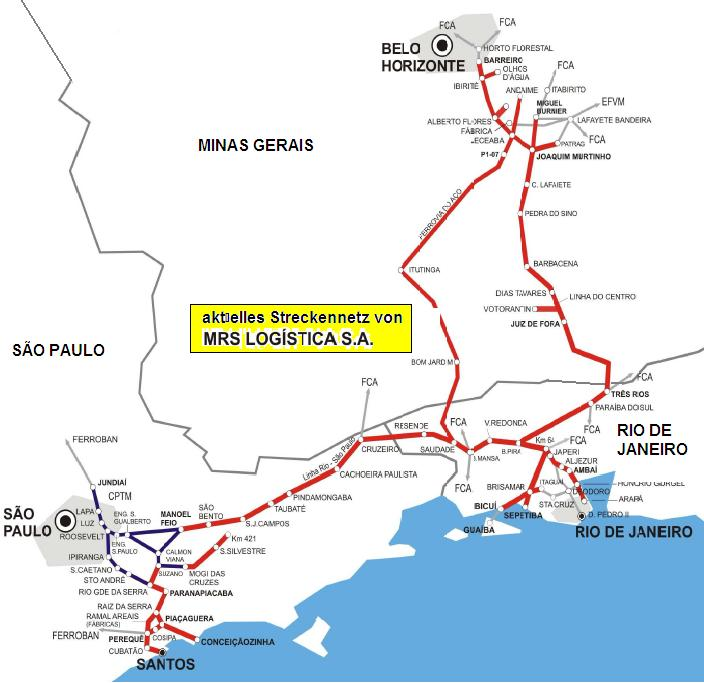
Malha ferroviária da MRS Logística

Em 2022, foram transportadas 178 milhões de toneladas em cargas pela empresa, sendo os principais produtosː minério de ferro (58,45%), produtos agrícolas (26,25%), produtos siderúrgicos (3,83%), celulose (3,18%), dentre outros. O volume transportado equivale a quase 20% do que é exportado pelo Brasil e um terço de toda a carga transportada por trens no país

## Controle acionário
O controle do capital votante da empresa é dividido da seguinte forma:
- Vale e subsidiária MBRː 39,26%
  - Valeː 19,26%
  - Minerações Brasileiras Reunidas - MBRː 20%
- Companhia Siderúrgica Nacional e sua subsidiária CSN Mineraçãoː 27,83%
  - Companhia Siderúrgica Nacional (CSN)ː 14,13%
  - CSN Mineraçãoː 13,70%
- Usiminas Participação e Logísticaː 19,92%
- Railvest Investimentsː 7,83%
- Gerdauː 2,37%
- Outrosː 2,39%

## Presidentes
- Trem da MRSMauro Knudsen (1996 – 1999)
- Júlio Fontana Neto (1999 – 2009)[13]

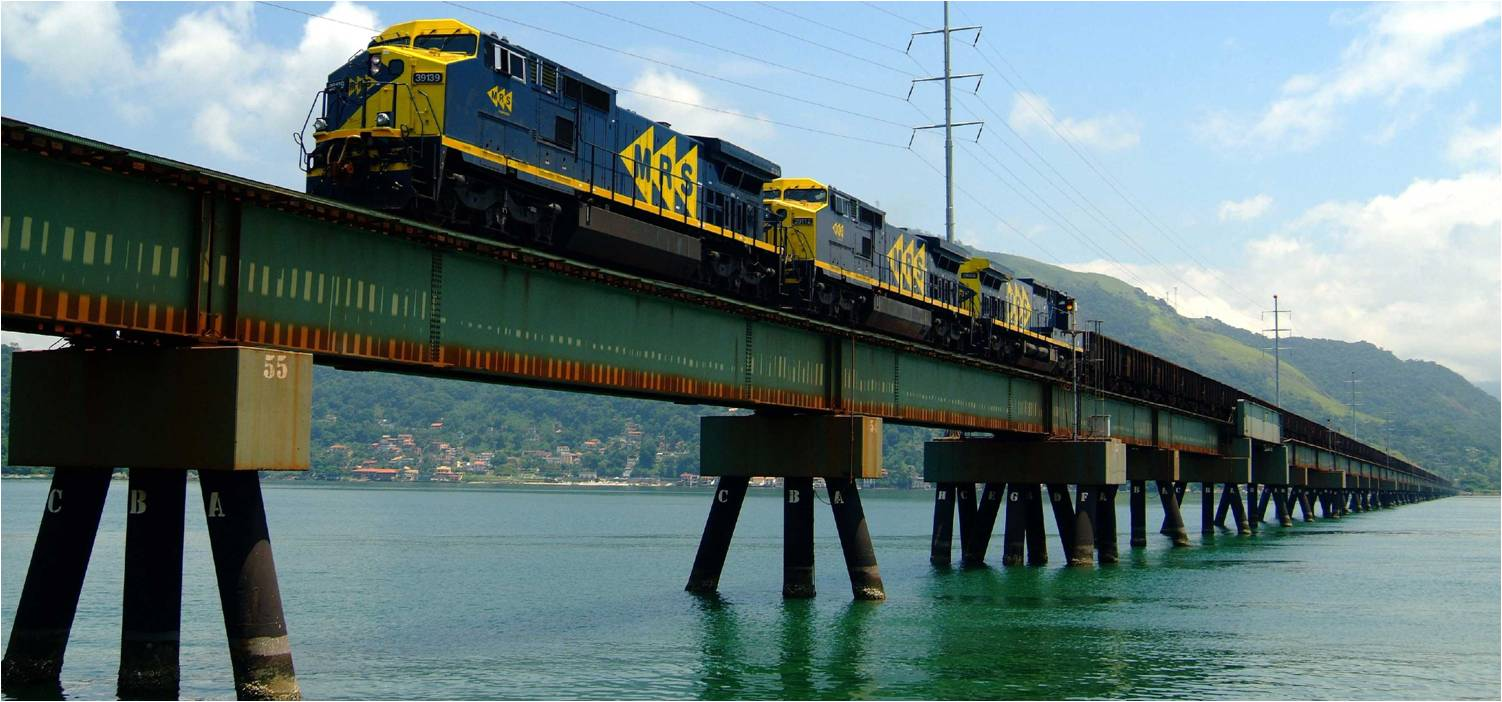
Trem da MRS

- Eduardo Parente Menezes (2009 – 2013)[14][15]
- Carlos Waack (2013 – 2014)
- Guilherme Segalla de Mello (2014 – atual)[16][2]